# Карла Монрой
Карла Монрой (на испански: Karla Monroig) е пуерториканска актриса, модел и телевизионна водеща родена на 5 март, 1979 г. в Гуаяма, Пуерто Рико.

## Биография
Родена е в град Гуаяма, който е разположен на южния крайбрежен регион на долината на остров Пуерто Рико. Учила е в „Universidad del Sagrado Corazón“ в Сантурсе, Пуерто Рико и има диплома от колеж по общуване и комуникация. През 1995 г., в началото на 14-годишната си възраст, тя е първа подгласничка на „Miss Borinquen Teenage“ е удостоена с Наградата за култура. През 1996 г. проявява интерес да стане модел и започва да взима уроци. Тя участва в конкурса „Cara de Imagen“ и става за втори път първа подгласничка.

### Професионален модел
Веднага нейната професионалната кариера като модел тръгва нагоре. Тя позира на кориците на няколко добре познати списания в Пуерто Рико като: „Buena Vida (Good Life)“, „Agenda de Novias (Bride's Agenda)“, „Imagen“ и други. Тя също се пише редакционни статии за красота и моделиране в различни издания, като например „Tiempos (Times)“ посочвайки мнението си и своите гледни точки по темата.

### Нова насока в кариерата
През 2000 г., с появява на нови територии и така започва да разширява хоризонтите си, тъй като става репортер, в категория развлечения в телевизионното шоу „Anda Pa'l Cará (Gee Whiz)“ излъчвано от телевизионната компания „Univision“, Пуерто Рико. През същата година, тя е водеща на риалити шоу с Хектор Маркано наречено „Buscados (Most Wanted)“. През 2001 г. е водеща на друго телевизионно шоу наречено: „E-ritmo T.V. (E-rhythm T.V.)“, в който тя интервюира световни знаменитости, като Алехандро Санс (Alejandro Sanz) и Чаян (Chayanne) и много други. Също така тя е ко-водеща на вариете шоуто „Caliente (Hot)“ в Мексико, излъчвано от телевизионната компания Телевиса.

## Филмография

### Теленовели
| Година    | Теленовела                                          | Роля                         |
| --------- | --------------------------------------------------- | ---------------------------- |
| 2011      | Съседската къща (La casa de al lado)                | Ребека Арисменди             |
| 2010–2011 | Някой те наблюдава (Alguien te mira)                | Матилде Лараѝн               |
| 2009–2010 | Дявол с ангелско сърце (Más sabe el Diablo)         | Вирхиния Давила              |
| 2008–2009 | Лицето на другата (El rostro de Analía)             | Исабел Мартинес              |
| 2007      | Сладка тайна (Dame chocolate)                       | Саманта Портър/Дебора Портър |
| 2006      | Господарка на съдбата си (Dueña y Señora)           | Адриана/Аманда Солер         |
| 2006      | Съдбовни решения (Decisiones) епизод: Мамачита Рика | Луна                         |
| 2005      | Невинната ти (Inocente de ti)                       | Глория дел Хуанко            |

### Филми
| Година | Филм                                             | Роля  |
| ------ | ------------------------------------------------ | ----- |
| 2009   | Hunted by Night                                  | Кeри  |
| 2005   | Аз вярвам в Дядо Коледа (Yo Creo en Santa Claus) | водещ |
| 2002   | Mas alla del limite                              |       |